# Flying Fish Records
Flying Fish Records fue un sello discográfico fundado en Chicago en 1974 que se especializaba en música folk, blues y country. En la década de 1990, el sello fue adquirido por Rounder Records .

## Historia
Bruce Kaplan, el fundador del sello, era nativo de Chicago e hijo del presidente de Zenith Electronics. Estudió antropología en la Universidad de Chicago y presidió la sociedad de folklore de la escuela. Fundó el sello discográfico Flying Fish en 1974 con la idea inicial de producir música folk tradicional y contemporánea, aunque el catálogo creció hasta incluir blues, bluegrass, country, jazz, reggae y rock . 
Cuando Kaplan fundó el sello, la mayoría de las empresas con una orientación similar producían y comercializaban los álbumes entre un público relativamente reducido de aficionados de una manera rudimentaria y poco atractiva para el gran público. Kaplan se dio cuenta de que la música de este tipo tenía potencial para llegar a un público más amplio, pero necesitaba ser presentada de manera profesional. Era poco probable que las personas que aún no eran seguidoras del género se arriesgaran con algo que no pareciera provenir de una compañía discográfica "real". Kaplan también invirtió en una promoción más amplia de la música (amplio suministro de álbumes a las emisoras de radio, publicidad dirigida para respaldar las giras). Básicamente, localizó un nicho entre el modelo de promoción basado en éxitos de los grandes sellos discográficos y la fe de los pequeños independientes en que la música encontraría su propia audiencia. Entre los artistas que grabaron para Flying Fish se encuentran Vassar Clements, John Hartford, New Grass Revival, Norman Blake y Claudia Schmidt. . 
Comenzando con el álbum doble Hillbilly Jazz con el violinista Vassar Clements, y siguiendo con un álbum ganador del premio Grammy de John Hartford, el éxito de Flying Fish Records con este enfoque de nicho llevó a cambios similares en muchos otros sellos de la época.
En diciembre de 1992, Kaplan desarrolló una infección de oído que no respondió al tratamiento con antibióticos y murió inesperadamente. Después de un breve período bajo la dirección del antiguo empleado Jim Netter, apoyado por la viuda de Kaplan, Sandra Shifrin, el sello se vendió a Rounder Records, donde Kaplan había trabajado como productor durante un breve período antes de fundar Flying Fish. El sello compró Hogeye Music a mediados de la década de 1980. Flying Fish distribuyó Blind Pig Records y Rooster Blues.

## Lista de artistas asociados al sello
- Adam Rudolph
- Andrew Odom
- Anne Hills
- Arlen Roth
- Austin Lounge Lizards
- Aztec Two-Step
- Barry Mitterhoff
- Benny Martin
- Big Twist and the Mellow Fellows
- Blue Riddim Band
- Bob Franke
- Bonnie Koloc
- Bobby Sanabria
- Boogie Bill Webb
- Brave Old World
- Bryan Bowers
- Buddy Emmons
- Chubby Carrier
- Cache Valley Drifters
- Cephas & Wiggins
- Chris Daniels
- Chris Smither
- Chubby Carrier
- Chuck Suchy
- Claudia Schmidt
- Critton Hollow String Band [3]
- David Amram
- David Mallett
- David Massengill
- Doc Watson
- Don Lange
- Doug Dillard
- Doug Jernigan
- Eddy Clearwater
- Erwin Helfer
- Federico Ramos
- Filé
- Flor de Caña[4]
- Foday Musa Suso
- Frankie Armstrong
- Frankie Lee
- Fred Holstein
- Fred Small
- Gamble Rogers
- Gary Primich
- Geoff Muldaur
- Guy Carawan
- Gove Scrivenor
- Hassan Hakmoun
- Hot Rize
- Hotmud Family
- Jan A. P. Kaczmarek
- Jean Ritchie
- Jim Post
- Joel Rubin
- John Hartford
- John Kruth
- John Renbourn
- Killbilly
- The Klezmatics
- The Klezmorim
- Larry Long
- Larry McNeely
- Laurie Lewis
- Lester Flatt
- Linda Waterfall
- Little Mike and The Tornadoes[5]
- Mary McCaslin
- Merle Watson
- Michael Peter Smith
- Morrigan
- New Grass Revival
- Norman Blake
- Northern Lights
- Patent Pending [3]
- Paul Geremia
- Pete Seeger
- Peter Rowan
- Preston Reed
- Priscilla Herdman
- Randy Sabien
- Rare Air
- Robin Petrie
- Roy Book Binder
- Sam Bush
- Satan and Adam
- Shel Silverstein
- Shinobu Sato
- Si Kahn
- Fred Simon
- Sparky and Rhonda Rucker
- Stéphane Grappelli
- Sweet Honey in the Rock
- T. Michael Coleman
- Those Darn Accordions
- Tom Chapin
- Tom Dreesen
- Tom Juravich
- Tom Paxton
- Tony Trischka
- Toshi Reagon
- Tracy Nelson
- Valerie Wellington
- Vassar Clements
- Yasmeen Williams